# Fredriksten
A Fortaleza de Fredriksten (em norueguês:  Fredriksten festning) é uma fortificação erigida no século XVII, na cidade norueguesa de Halden.

Foi construída no reinado de Frederico III da Dinamarca na nova fronteira com a Suécia, depois de esta ter anexado a antiga província norueguesa da Båhuslen, rebatizada para Bohuslän.
Foi atacada e sediada 6 vezes pelos Suecos - 1658, 1659, 1660, 1716, 1718 e 1814 - sem nunca ter sido conquistada pelos invasores. No cerco à fortaleza em 1718, as tropas suecas, comandadas pelo próprio rei Carlos XII, sofreram um desaire histórico quando o monarca foi morto por uma bala na cabeça, durante uma inspeção noturna às trincheiras.